# Луций Аррунций Камилл Скрибониан
Лу́ций Арру́нций Ками́лл Скрибониа́н (лат. Lucius Arruntius Camillus Scribonianus; убит в 42 году, Лисс, близ Далмации) — римский государственный деятель из патрицианского рода Фуриев, ординарный консул 32 года. Как наместник Далмации в 42 году поднял мятеж против императорского своеволия, но был предан солдатами и убит.

## Происхождение
По рождению Скрибониан принадлежал к патрицианскому роду Фуриев; он являлся младшим сыном в семье консула 8 года Марка Фурия Камилла, любимца императора Августа, который после подавления восстания Такфарината сравнивал Марка Фурия с его великим предком-диктатором, изгнавшим около 390 года до н. э. галлов из Рима. Его родным старшим братом был член жреческой коллегии арвальских братьев в 38 году, носивший отцовский преномен.
В неустановленное время Скрибониана усыновил консул 6 года Луций Аррунций.
Помимо того, известно, что Камилл Скрибониан был закреплён за Аниенской трибой.

## Биография
В 32 году Скрибониан стал ординарным консулом совместно с Гнеем Домицием Агенобарбом, отцом будущего императора-безумца Нерона. В правление Калигулы и Клавдия служил легатом-пропретором провинции Далмация, где в 42 году, поддавшись влиянию Луция Анния Винициана и возглавив два легиона (Legio XI и VII Paterna), поднял восстание под лозунгом реставрации Республики. Тем не менее, согласно русскому филологу и педагогу Александру Придику, «уже на пятый день солдаты раскаялись в случившемся и открыто заявили, что не согласны больше повиноваться» своему командиру. Тогда Скрибониан был вынужден бежать на остров Иссу, где, по свидетельству Диона Кассия, покончил с собой, а, согласно Плинию Младшему и Тациту, — убит неким Волагинием.

## Семья и потомки
В браке с некой Вибией имел, по крайней мере, двух детей — дочь, Аррунцию Камиллу, и сына, который носил отцовский преномен. Как следует из одной надписи, обнаруженной в Азии, в неустановленное время он занимал должность городского префекта Рима и входил в жреческую коллегию авгуров.
Сохранился фрагмент другой римской надписи, содержащей следующий текст: «…Scribonianus cos., augur, fetialis». Основываясь на сообщении римского анналиста Корнелия Тацита, указывающего на изгнание в 52 году Фурия Скрибониана, «якобы вопрошавшего халдеев, когда умрёт Цезарь», и его матери Вибии, которая «не могла смириться с предыдущим своим осуждением» (тогда она была сослана), авторы немецкой «Энциклопедии о классической древности» отождествляют этого фециала с упомянутым в «Анналах» изгнанником, последующая жизнь которого, согласно Тациту, «оказалась недолгой».